# France Arménie
France Arménie, ou France Arménie Magazine, est un magazine d'information en français de la diaspora arménienne en France, dont la publication a commencé en avril 1982 à Lyon.

## Histoire
France Arménie est fondé en avril 1982 à Lyon par le Comité de défense de la cause arménienne (CDCA),, plus précisément par Mihran Amtablian, Georges Képénékian, Jules Mardirossian et Vahé Muradian. Un des facteurs ayant contribué à la fondation du magazine est une volonté de sensibiliser l'opinion publique à la cause arménienne (notamment la reconnaissance du génocide arménien) à une époque où ladite cause est mise en avant par le terrorisme arménien de l'ASALA. Comment l'explique Georges Képénékian au sujet de cette période marquée par le terrorisme : « Ce fut la fierté retrouvée pour toute une génération. On parlait enfin de nous, les Arméniens. Nous sortions du déni et de l'humiliation. C'est dans la foulée, en 1982, qu'était lancé le journal France Arménie. Il fallait en finir avec la haine de nous-mêmes et valoriser cette communauté de destin ».
Magazine d'information, France Arménie est aussi un magazine à vocation culturelle ainsi qu'une publication qui relate la vie de la communauté des Arméniens en France.